# جیانلوکا کورته
جیانلوکا کورته (انگلیسی: Gianluca Korte؛ زادهٔ ۲۹ اوت ۱۹۹۰) بازیکن فوتبال اهل آلمان است.
از باشگاه‌هایی که در آن بازی کرده‌است می‌توان به باشگاه فوتبال آینتراخت برانشوایگ و باشگاه فوتبال وی‌اف‌آر آلن اشاره کرد.